# Caesar (Titel)

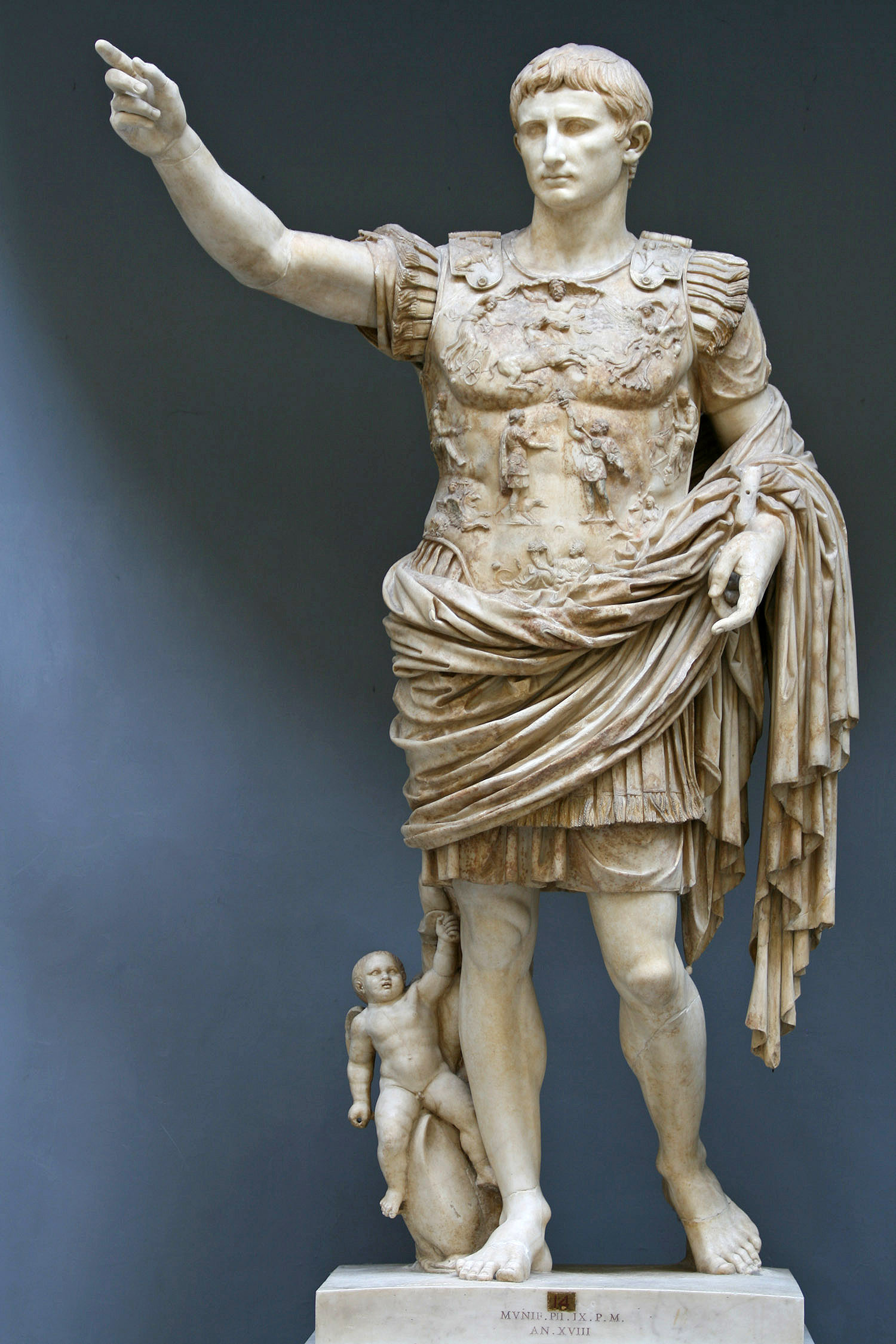
Augustus, erster Träger des Titels Caesar

Caesar (antike Aussprache etwa ['kaɪ̯sar]), heute auch Cäsar, war ein Herrschaftstitel im antiken Römischen Reich. Er entstand aus dem Cognomen Caesar, dem Beinamen, den ein Zweig der bedeutenden Familie der Iulii in der republikanischen Zeit trug. In der Kaiserzeit wurde der Titel Caesar vor allem für den designierten Nachfolger des Kaisers benutzt, war aber auch Teil der Titulatur des regierenden Kaisers.
Die heute bekannten Herrschaftstitel Kaiser und Zar sind aus dem römischen Titel entstanden.

## Geschichte

### Ursprung und frühe Verwendung als Kaisertitel
Der Titel leitet sich vom Cognomen Gaius Iulius Caesars ab. Ursprünglich war Caesar ein römisches Cognomen, über dessen Bedeutung verschiedene Quellen unterschiedliche Auskunft geben. Eine der beiden wahrscheinlichsten Theorien ist die des Schriftstellers Plinius, der den Namen daraus herleitet, dass der erste Träger dieses Namens aus dem Mutterleib geschnitten worden sei: Primusque Caesarum a caeso matris utero dictus (etwa: „Und der erste der Caesaren wird der aus dem Unterleib der Mutter herausgeschnittene genannt“). Die medizinische Bezeichnung des Kaiserschnitts ist entsprechend auch Sectio caesarea. Andere plausible Überlieferungen gehen davon aus, dass caesar von lateinisch caesaries stammt, was etwa so viel wie „haarig“ bzw. „Haupthaar“ bedeutet und damit wohl zum Ausdruck brachte, dass der so bezeichnete Zweig des Geschlechtes der Julier für dichte oder feine Haare bekannt war. Zwei weitere, hauptsächlich von der (meist eher unzuverlässigen) Historia Augusta tradierte Theorien sprechen sich für caesa für „Elefant“ (Historia Augusta, Verus 2,3; Servius commentarius in Vergilii Aeneida 1,286) bzw. caesius für „blaugrau“ (Historia Augusta, Verus 2,4) aus. Nach der Elefantentheorie soll der erste Namensträger des Cognomens Caesar einen Elefanten erlegt haben – vielleicht spielt dies auf den Ersten Punischen Krieg an.
Das Cognomen Caesar blieb in der Familie Iulius Caesars erblich. Caesar, der von seinen Ehefrauen keinen leiblichen Sohn hatte, adoptierte durch sein Testament seinen Großneffen Oktavian, heute bekannt unter dem Namen Augustus, so dass dieser sich nun genau wie sein Adoptivvater Gaius Iulius Caesar nannte, ergänzt um den Beinamen Octavianus, den er allerdings nie führte. Bald verzichtete Oktavian auf den Gentilnamen Iulius und führte stattdessen Caesar an der Stelle des nomen gentile. Zudem trat Imperator an die Stelle des Vornamens Gaius, sodass sich seit Oktober/November 40 v. Chr. der Name Imperator Caesar Divi filius („Sohn des Vergöttlichten“) findet. Der Name Caesar wurde von ihm zu Ehren und zur Verdeutlichung seines Machtanspruches getragen. Der den Herrscher kennzeichnende Titel bzw. Ehrenname war aber Augustus, der Oktavian 27 v. Chr. vom Senat verliehen wurde. Fortan nannte er sich Imperator Caesar [Divi filius] Augustus, und alle drei Elemente sollten sich im Laufe der Zeit von Namen in Titel verwandeln.
Augustus gab den Namen Caesar weiter an seine vier Adoptivsöhne Gaius, Lucius, Tiberius und Agrippa Postumus. Tiberius, der von 14 bis 37 n. Chr. als Kaiser regierte, ließ seinen leiblichen Sohn Drusus, seinen Enkel Tiberius Gemellus sowie seine Adoptivsöhne Germanicus, Nero und Drusus den Namen tragen. Caligula, der jüngste Sohn des Germanicus und Nachfolger des Tiberius als Kaiser, nannte sich dieser Familientradition folgend ebenfalls Caesar. Mit Claudius (41–54) und Nero (54–68), die mit dem Geschlecht der Julier nur verschwägert waren, war Caesar endgültig nicht mehr länger nur ein Name, sondern wurde zum festen Bestandteil der Titulatur der römischen Kaiser. Diese Entwicklung schloss mit dem Ende der julisch-claudischen Dynastie nach dem Tod Neros ab – drei der Kaiser des Vierkaiserjahres 68/69, die alle nicht der Familie der Julier angehörten, gaben sich ebenfalls den Titel Caesar. Eine Ausnahme war Vitellius, der sich stattdessen als Consul perpetuus, „immerwährender Konsul“, bezeichnete, da der Titel Caesar zu viele monarchische Konnotationen weckte und er mit der römischen Republik in Verbindung gebracht werden wollte.
Nach dem Ende des julisch-claudischen Hauses begann Caesar eine Sonderrolle unter den Herrschertiteln zu spielen. Galba, einer der Kaiser des Vierkaiserjahres, verlieh den Titel Caesar an seinen Adoptivsohn und designierten Nachfolger Lucius Calpurnius Piso Frugi Licinianus. Von diesem Zeitpunkt an wurde der Titel an den jeweiligen Thronerben verliehen, was sich schon unter den Flaviern (69–96) bemerkbar machte. Spätestens seit der Regentschaft der Antoninen (138–192) wurde der Titel dann nicht mehr an alle Söhne des Kaisers verliehen, sondern nur noch an die Thronfolger. Während die Kaiser jetzt jeweils den Titel Imperator Caesar Augustus trugen, ergänzt um die jeweiligen Individualnamen (also zum Beispiel Imperator Caesar Flavius Vespasianus Augustus), nannten sich die designierten Nachfolger nur Caesar bzw. Imperator Caesar. Der Titel Augustus kam erst bei Herrschaftsantritt dazu (mitunter, wie im Fall von Commodus, bereits zu Lebzeiten des Vorgängers, der dann aber als senior Augustus übergeordnet blieb). Dieses Verfahren war notwendig, da das Kaisertum bis zuletzt formal nicht erblich war und die Verleihung des Titels Caesar, oft bereits verbunden mit wichtigen Vollmachten, bereits zu Lebzeiten eines Augustus die oft heikle Nachfolgefrage klären konnte. Seit Geta (198) führte der Caesar regelmäßig das Epithet nobilissimus; dieses verselbstständigte sich in der Spätantike zu einem eigenen Titel und wurde daher im späten 6. Jahrhundert im Caesarentitel durch felicissimus ersetzt.

### Der TitelCaesarin der Spätantike
Diokletian – mit dessen Erhebung zum Kaiser im Jahr 284 man heute meist die Spätantike beginnen lässt – führte das System der Tetrarchie ein, in dem es jeweils zwei Augusti als übergeordnete Herrscher sowie zwei Caesares als untergeordnete Mitherrscher (und designierte Kaiser) gab. In diesem tetrarchischen System genossen alle vier Herrscher auf ihren jeweiligen Gebieten weitgehende Autonomie – das heißt administrative, legislative und militärische Kompetenzen, auch wenn der senior Augustus das letzte Wort hatte. Der Titel Caesar stand also für den jeweiligen „Unterkaiser“. Nach Diokletians Konzeption sollte beim Tod oder Rücktritt eines der Augusti automatisch dessen Caesar nachfolgen, der daraufhin wieder einen Nachfolger zum Caesar ernennen sollte. Das System ging jedoch schon kurz nach der Abdankung Diokletians Anfang des 4. Jahrhunderts in den Machtkämpfen um die Nachfolge der Tetrarchen zugrunde (siehe Auflösung der römischen Tetrarchie). (Nach wie vor trug daneben übrigens jeder Augustus weiterhin auch den Titel Caesar.) Was sich dagegen hielt, war die rechtliche Stellung der Caesares als Kaiser: Seit der Tetrarchie wurde auch ein Caesar, genau wie ein Augustus als dominus noster und princeps bezeichnet; zudem durfte er kaiserliche Gesetze (constitutiones) erlassen, Münzen mit seinem Abbild schlagen lassen und seine Regierungsjahre zählen. Er trug kaiserlichen Purpur und ein Diadem, das allerdings weniger aufwendig als das eines Augustus war.
In den Kämpfen um die Nachfolge Diokletians konnte sich schließlich Konstantin der Große durchsetzen, der ab 324 als alleiniger Augustus herrschte. Er ernannte seine Söhne, teilweise noch im Kindesalter, zu Caesares, gestand ihnen jedoch – im Unterschied zum tetrarchischen System Diokletians – nur militärische Kompetenzen in ihren jeweiligen Gebieten zu. Nach dem Tod Konstantins 337 ließ sich dieses System allerdings nicht problemlos aufrechterhalten, da es dazu eines starken Augustus bedurfte, dessen letztinstanzliche Entscheidungsgewalt von allen Kaisern anerkannt wurde. Zudem gab es keine Primogenitur im römischen Kaisertum. Zwischen Konstantins drei Söhnen Konstantin II., Constantius II. und Constans kam es daher zu Konflikten, die auch dadurch nicht geklärt werden konnten, dass schließlich alle drei den Titel Augustus annahmen. Constantius II., der letzte überlebende Sohn und ab 350 alleiniger (legitimer) Augustus, bekam Probleme mit seinen von ihm zu Caesares ernannten Vettern, da er deren Kompetenzen nicht klar benannt und abgegrenzt hatte. Constantius Gallus, den er 351 zum Caesar ernannte, sah sich offenbar in der tetrarchischen Tradition und forderte für sich außer der ihm zugedachten militärischen Funktion auch administrative sowie legislative Kompetenzen, was ihn in Konflikt mit den von Constantius bestellten Zivilbeamten brachte. 354 ließ Constantius ihn hinrichten. Auch mit Julian, dem Halbbruder des Gallus, den er 355 als Caesar einsetzte, kam Constantius aus ähnlichen Gründen in Konflikt. Julian ließ sich schließlich nach etlichen Konflikten mit den Beamten des Constantius im Jahr 360 eigenmächtig zum Augustus ausrufen. Ein Bürgerkrieg zwischen Julian und Constantius wurde nur durch Constantius’ Tod 361 verhindert.
In der Zeit nach Constantius II. – beginnend mit Gratian, den sein Vater Valentinian I. direkt zum Augustus kürte – wurde der Titel nicht mehr so oft vergeben, die Kaiser (auch die designierten) wurden fortan zumeist direkt zu Augusti erhoben. Dennoch gab es weiterhin noch eine Reihe an Caesares, zum Beispiel Valentinian III. und Leo II., die – jeweils im Knabenalter – zuerst 424 bzw. 472 zu Caesares erhoben wurden und ein Jahr später zu Augusti avancierten. Allerdings waren ihre Kompetenzen nun geringer als zuvor, und der Titel diente nun primär der Designation präsumptiver Nachfolger, die aus unterschiedlichen Gründen nicht direkt zum Augustus erhoben wurden. Der letzte Caesar, dem ein eigenes Herrschaftsgebiet zugewiesen wurde, scheint Constans gewesen zu sein, der um 408 zeitweilig die Iberische Halbinsel kontrollierte.
Der Westkaiser Petronius Maximus erhob 455 seinen Sohn Palladius zum Caesar, und die von Ostrom anerkannten weströmischen Kaiser Majorian, Anthemius und vielleicht auch Julius Nepos trugen zu Beginn ihrer Herrschaft ebenfalls nur den Caesar-Titel. Der Ostkaiser Leo I. erhob Patricius zum Caesar, Zenon den jüngeren Basiliskos – beide Caesares wurden nie Augusti. Wohl 490 erhob in Italien Odoaker seinen Sohn Thela zum Caesar, der 493 den Tod fand. Justinian war seit 525 zunächst Caesar seines Onkels Justin I. und wurde dann 527 Augustus. Tiberios I. wurde 574 zum Caesar Kaiser Justins II. ernannt, um den geisteskranken Herrscher zu unterstützen, bevor er 578 selbst Augustus wurde. Auch Kaiser Maurikios war 582 zunächst (gemeinsam mit Germanus) Caesar, bevor er wenig später Augustus wurde. Unter Herakleios wurden die späteren Kaiser Heraklonas und David Tiberios zunächst zu Caesares ernannt. Grund für die seltenere Benutzung des Caesartitels könnte vielleicht die Erinnerung an die genannten Spannungen zwischen Constantius II. und seinen Caesares gewesen sein. Deutlich wahrscheinlicher ist aber wohl, dass im 5. und 6. Jahrhundert einfach nur noch dann ein Caesar erhoben wurde, wenn der amtierende Augustus noch keine definitive Entscheidung über seine Nachfolge treffen wollte oder konnte. Die Caesares des 5. und 6. Jahrhunderts hatten dabei nicht mehr das Recht, eigene Münzen schlagen zu lassen, und sind daher vorwiegend literarisch bezeugt.

### Die weitere Entwicklung
In der Kaisertitulatur verschwand Caesar im Byzantinischen Reich unter Justinian II. (Kaiser 685–695 und 705–711). Trotzdem wurde er (nun in der gräzisierten Form Kaisar) bis in die Zeit Alexios’ I. (1081–1118) weiterhin als besonderer Ehrentitel verliehen und blieb nach Basileus (βασιλεύς) der zweitwichtigste Titel. Mit Alexios I. begann dessen Abwertung, da er seinem Bruder Isaak Komnenos den von Augustus (gr. Sebastos) und Imperator (gr. Autokrator) abgeleiteten Ehrentitel Sebastokrator verlieh. In der Regierungszeit Manuels I. wurde dann ein neuer Titel eingeführt, Despotes („Herr“), der im Rang nach Basileus folgte. Sebastokrator, Despotes und Caesar/Kaisar blieben bis zum Ende des Byzantinischen Reiches ausschließlich vom Kaiser verliehene Titel. Der Titel des Caesar wurde aber nach der Wiederherstellung des Byzantinischen Reiches unter den Palaiologen ab 1261 nicht mehr an enge Familienmitglieder verliehen, sondern überwiegend an verdiente Heerführer. Der letzte bekannte Träger war Manuel Angelos Philanthropenos, Herr von Thessalien.
Im Heiligen Römischen Reich erhob Kaiser Friedrich I. seinen Sohn und designierten Nachfolger Heinrich 1186 zum Caesar; die genaue Tragweite dieses einmaligen Akts ist in der Forschung jedoch umstritten.